# Трирутенийгептаторий
Трирутенийгептаторий — бинарное неорганическое соединение, интерметаллид
тория и рутения
с формулой Ru3Th7,
кристаллы.

## Получение
- Сплавление стехиометрических количеств чистых веществ:

{\displaystyle {\mathsf {7Th+3Ru\ {\xrightarrow {1412^{o}C}}\ Th_{7}Ru_{3}}}}

## Физические свойства
Трирутенийгептаторий образует кристаллы
гексагональной сингонии, пространственная группа P 63mc, параметры ячейки a = 0,9969 нм, c = 0,6302 нм, Z = 2,
структура типа гептаторийтрижелеза Ru3Th7
.
Соединение конгруэнтно плавится при температуре 1412 °C (1362 °C).